# Marek Białokur
Marek Białokur (ur. 1974) – historyk, doktor habilitowany nauk humanistycznych, nauczyciel historii. 

## Życiorys
Uczęszczał do I Liceum Ogólnokształcącego w Opolu. W latach 1993–1998 studiował historię na Uniwersytecie Opolskim. Stopień doktora nauk humanistycznych uzyskał w 2005 na podstawie dysertacji pt. Myśl społeczno-polityczna Joachima Bartoszewicza, natomiast stopień doktora habilitowanego nauk humanistycznych otrzymał w 2017 na podstawie rozprawy habilitacyjnej pt. Gabriel Narutowicz. Biografia. 
Adiunkt, a następnie profesor w Instytucie Historii Uniwersytetu Opolskiego. Jednocześnie pracuje jako nauczyciel historii w III Liceum Ogólnokształcącym w Opolu, gdzie przez szereg lat był wicedyrektorem. 
Jego zainteresowania koncentrują się wokół historii Europy Środkowo-Wschodniej w XX w. oraz dziejów obozu narodowo-demokratycznego do 1939 r.

## Wybrane publikacje
- Gabriel Narutowicz. Biografia, 2016, ISBN 978-83-7395-706-0
- Spoglądając na Południe. Szkice z historii stosunków polsko-czeskich w XX wieku w historiografii i myśli politycznej obozu narodowego, 2013, ISBN 978-83-63904-08-1
- Górny Śląsk między Niemcami a Polską. Dziedzictwo i znaczenie powstań śląskich w edukacji historycznej i historiografii, 2011, ISBN 978-83-62558-08-7
- Myśl społeczno-polityczna Joachima Bartoszewicza, 2005, ISBN 83-7441-177-5[3]

Publikował także m.in. w "Dziejach Najnowszych", "Przeglądzie Historyczno-Oświatowym", "Roczniku Historii Prasy Polskiej", "Wiadomościach Historycznych" czy "Zeszytach Historycznych". 